# Fidi Steinbeck
Fidi Steinbeck is een Duits zangeres. Ze komt uit een muzikale familie, haar moeder speelt viool en is muziekpedagoog, haar vader is muziekleraar in Bergedorf. Ook haar twee oudere zussen hebben een muzikale opleiding genoten. Ze volgde een studie Spaans, maar brak die al snel af om in Wenen Theater-, film- en mediawetenschappen te gaan studeren, maar ook deze studie maakte ze niet af.
Steinbeck nam deel aan het negende seizoen van The Voice Germany, en haalde met coach Mark Foster daarin de finale.
In november 2020 bracht Steinbeck een Advents-album uit, met 24 Duitstalige kerstnummers.